# Krimtatarer
Krimtatarer (krimtatarisk: къырымтатарлар) er et tyrkisk folkeslag, der er efterkommere af det mongolske folkeslag, der i 1200 erobrede områderne omkring Sortehavet og Krim, og de oprindelige indbyggere på Krim. Folkeslagets etnicitet blev dannet ud fra kumanere, som dukkede op på Krim i det 10. århundrede, og andre folk, der havde beboet Krim siden oldtiden og gradvist gennemgik tatarisering, herunder grækere, italienere, armeniere, gotere, sarmatere og mange andre.
Fra det tidspunkt, at krimtatarerne etablerede sig som en etnisk gruppe og indtil midten af 1800-tallet, udgjorde de den største etniske befolkning på Krim. Efter Det Russiske Kejserrige med Küçük Kaynarca-traktaten i 1774 opnåede Krim-khanatets formelle uafhængighed fra Det Osmanniske Rige annekterede Rusland i 1783 Krim. Herefter blev der gennemført en russificering af Krim, hvilket indebar diskrimination af krimtatarerne samt deportationer af mange krimtatarer. Fra Ruslands annektering af Krim-khanatet og frem til 1800 emigrerede mellem 100.000 og 300.000 krimtatarer. Dette resulterede dog ikke i den fuldstændige udryddelse af krimtatariske kulturelle elementer, men under sovjettiden blev krimtatarerne næsten fuldstændig fordrevet fra Krim-halvøen. Næsten umiddelbart efter generobringen af Krim fra Aksemagterne i maj 1944 beordrede Sovjetunionens Forsvarskomité alle krimtatarer ud af Krim, inklusive familierne til Krim-tatarer, der havde tjent i den sovjetiske hær. De deporterede blev transporteret i tog og godsvogne til Centralasien, primært til Usbekistan. Krim-tatarerne mistede 18 til 46 procent af deres befolkning som følge af deportationerne. I 1967 og senere fik nogle få lov til at vende tilbage, og i 1989 fordømte Sovjetunionens Øverste Sovjet deportationen af krimtatarerne som umenneskelig og ulovlig, men kun få procent var i stand til at vende tilbage, før den fulde ret til tilbagevenden blev en politik i 1989.
Krimtatarerne er af EU anerkendt som et oprindeligt folk, ligesom Ukraine efter omvæltningerne ved Euromajdan siden 2014 ligeledes har anerkendt krimtatarerne som et oprindeligt folk. Den nuværende russiske administration på Krim (Republikken Krim) anser gruppen som en "national minoritet", men ikke som et oprindeligt folk, på trods af, at de i Sovjetunionen inden deportationerne og den efterfølgende opløsning af den krimenske ASSR (Autonome socialistiske sovjetrepublik) blev anerkendt som et oprindeligt folk. Krimtatarerne har siden 1991 været medlem af UNPO (De Urepræsenterede Nationers og Folks Organisation).
I dag udgør krimtatarerne omkring 15 % af Krims befolkning. Der er endvidere en større diaspora i Tyrkiet og i Usbekistan.

## Levesteder
Ved folketællingen i Ukraine i 2001 oplyste 248.200 ukrainske statsborgere, at de opfattede sig som krimtatarer; af disse var 98 % bosat på Krimhalvøen. Yderligere 1.800 (eller omkring 0,7 %) boede i byen Sevastopol, også på Krim-halvøen, men uden for grænsen til den autonome republik.
Omkring 150.000 lever i dag i Centralasien, hovedsageligt i Usbekistan. Det officielle antal krimtatarer i Tyrkiet er ca. 150.000, men nogle krimtatariske aktivister anslår, at krimtatarerne som etnisk gruppe udgår ca. 6 millioner. Krim-tatarer i Tyrkiet er overvejende bosat i Eskişehir-provinsen. Dobrogea-regionen i Rumænien og i Bulgarien er hjemsted for mere end 27.000 krimtatarer, med størstedelen i Rumænien og ca. 3.000 på den bulgarske side af grænsen.

## Sub-etniske grupper
Krim-tatarerne er opdelt i tre sub-etniske grupper:
- Tatere (ikke at forveksle med det iranske folk Tat, der bor i Kaukasus-regionen og den ældre skandinaviske betegnelse for romaer, tatere), der boede i Krims bjergegne før 1944. Taterne er overvejende af kumansk, græsk og gotisk oprindelse. Mange taterne på Krim blev af Det Russiske Kejserrige deporteret til området omkring Mariupol.[25] Udtrykket Tat optræder allerede i det 8. århundrede og betegnet "et underkastet fremmed folk". I 1600-tallets Krim betegnede det sandsynligvis forskellige folk af fremmed (dvs. ikke-tyrkisk) oprindelse, der levede under khanens styre, især grækerne, italienerne og efterkommere af goterne og alanerne, der beboede den bjergrige sydlige del af Krim.[26]
- Jaliboylu, der boede på Krims sydkyst før 1944 og praktiserede kristendom indtil det 14. århundrede;[25]
- Noğay (ikke at forveksle med de beslægtede Nogajer, der i dag bor i det sydlige Rusland) — tidligere indbyggere på Krim-steppen.[25]

Historikere formoder, at taterne og jalıboyuerne var direkte efterkommere af de pontiske grækere, armeniere, skytere, ostrogoterne og kiptjakker og kumaner, hvorimod krimtatarerne på den nordlige steppe, noğayerne, er efterkommerne Nogajhorden, der var undersåtter af Krimkhanen. Det er generelt antaget, at tatariseringsprocessen, der for det meste fandt sted i det 16. århundrede, bragte en følelse af kulturel enhed blandt efterkommerne af de forskellige etniciteter i hele Krim og at denne sammensmeltning dannede Krim-tatarernes etniske gruppe. Det kumanske sprog anses at være den direkte stamfader til Krim-tatarernes nuværende sprog med inkorporeringer af de andre sprog blandt de mange etniciteter.
Det faktum at krimtatarernes etniske sammensmeltning fandt sted på Krim og foregik over flere stadier i en lang periode er påvist gennem genetisk forskning, der har påvist, at Krim-tatarerne genpulje har bevaret de oprindelige komponenter i mere end 2500 år.
Den mongolske erobring af kiptjakkernes områder førte til et fusioneret samfund med en mongolsk herskende klasse over en kiptjak-talende befolkning, som blev døbt "tatar2", og som til sidst absorberede andre etniciteter på Krim-halvøen, herunder armeniere, italienere, grækere og gotere for at danne det moderne krim-tatariske folk. Op til den sovjetiske deportation kunne krimtatarerne stadig indbyrdes skelne mellem tatarer, kiptjakker, nogajer og "tatariske" efterkommere af tatariserede goter og andre tyrkificerede folk.

## Historie

### Oprindelse
Krim-tatarerne blev dannet som et folk i Krim og er efterkommere af forskellige folkeslag, der levede på Krim i forskellige historiske epoker. De vigtigste etniske grupper, der beboede Krim på forskellige tidspunkter og deltog i dannelsen af det Krim-tatariske folk er skytere, sarmatere, alanere, grækere, gotere, hunnere, bulgarere, khazarere, petjenegere, kumanere, italienere m.fl.. Konsolideringen af dette mangfoldige etniske konglomerat til et enkelt krimtatarisk folk fandt sted i løbet af århundreder. De forbindende elementer i denne proces var territoriets fællestræk, det tyrkiske sprog og islam.
I slutningen af 1400-tallet blev grundlaget for dannelsen af en uafhængig krimtatarisk etnisk gruppe: Krim-khanatets politiske dominans blev etableret på Krim, de tyrkiske sprog (kumansk-kiptjakkisk på khanatets territorium) blev dominerende, og islam fik status som statsreligion på hele halvøen. Den store kumanske etniske befolkning på Krim fik navnet "tatarer", den islamiske religion og det tyrkiske sprog, og processen med at konsolidere det multietniske konglomerat på halvøen begyndte, hvilket førte til fremkomsten af Krim-tatarerne. Gennem flere århundreder udviklede det kumanske sprog sig til det krimtatariske sprog.

### Den Gyldne Horde og Krim-khanatet
I begyndelsen af 1200-tallet blev det tyrkiske folk, kumanerne, underlagt Den Gyldne Horde. I løbet af 1300-tallet konverterede krim-tatarerne til islam, og blev herefter en del af den islamiske civilisation i Østeuropa. Også i 1300-tallet opstod tendenser mod uafhængighed i den krimeriske del af Den Gyldne Horde. En de facto uafhængighed opstod ved begyndelsen af prinsesse (khanum) Canikes regeringstid på Krim. Hun var datter af den magtfulde khan i Den Gyldne Horde, Tokhtamysh, og hustru til grundlæggeren af Nogajhorden, Edigey. I hendes regeringstid støttede hun Hacı Giray i dennes kamp for Krims trone. Ved Canikes død i 1437 blev Hacı Girays position på Krim svækket, og han blev tvunget til at forlade halvøen for at drage til Litauen.
Krimtatarernes nation blev dannet ved etableringen af Krim-khanatet, en osmannisk vasalstat fra 1500- til 1700-tallet. Den russiske historiker Ilja Zajtsev har efter analyse af data konkluderet, at Tyrkiets indflydelse på Krim-khanatet var mindre end, hvad der er angivet i ældre tyrkiske og kejserlige russiske kilder. Den tyrkisktalende befolkning på Krim blev overvejende muslimer i 1300-tallet efter Özbeg Khan fra Den Gyldne Horde konverterede til islam. På den tid, hvor Krim blev invaderet første gang af russiske tropper under Den russisk-tyrkiske krig (1735-1739), var Khanens bibliotek og arkiver berømte i den islamiske verden og under Khan Krym-Girei havde byen Aqmescit indlagt vand i byens huse og kloakering og et teater, der spillede Molière på fransk, og Krims havn i Kezlev var på størrelse med Rotterdam og hovedstaden Bakhtjisaraj blev beskrevet som Europes reneste og grønneste.
I 1441 sendte de stærkeste klaner på Krim en delegation til Storfyrstendømmet Litauen for at invitere Hacı Giray til at regere i Krim. Han accepterede og blev grundlæggeren af Giray-dynastiet, der regerede Krim-khanatet indtil khanatet blev annekteret af Rusland i 1783. Hacı 1. Giray var efterkommer af Djengis Khan og af hans barnebarn Batu Khan fra Den Gyldne Horde. Da Hacı 1.'s søn, Meñli 1. Giray, regerede som khan, blev Krim-khanatet invaderet Den Store Horde fra nord. Det lykkedes Meñli 1. at besejre (og dræbe) Den Store Hordes khan, og Meñli overtog resterne af Den Store Hordes hær. Den Store Horde ophørte herefter med at eksistere og Krim-khanen overtog Den Store Hordes territorier og blev Stor-kahn. Herefter var Krim-khanatet blandt de stærkeste magter i Østeuropa; en position, der bestod indtil begyndelsen af 1700-tallet. Khanatet var officielt en vasalstat i Det osmanniske imperium, men havde stor autonomi efter 1580.
I denne periode var Nogajhorderne, der ikke havde deres egen khan, vasaller af Krim. Rusland og Polen-Litauen betalte tribut til khanen frem til indgåelsen af Karlowitztraktaten i 1699 og Konstantinopeltraktaten i 1700, der afsluttede Den store tyrkiske krig og Den russisk-tyrkiske krig (1686-1700).
I 1600-tallet bistod krimtatarerne hétman Bogdan Khmelnytskijs kosakker i deres oprør for uafhængighed af Polen-Litauen, hvilket gjorde det muligt for kosakkerne at vinde flere afgørende sejre over polske tropper. Krim-khanatet indstillede imidlertid støtten til Khmelnytskij og kosakkerne, der herefter allierede sig med Zar-Rusland. Under Ruslands bestræbelser på at opnå kontrol med Sortehavet opstod løbende konflikter mellem Rusland og Osmannerriget, hvor Krim-khanatet var en afgørende stridspunkt. I takt med Ruslands opstigen blev Krim-khanatet flere gange invaderet af russiske styrker, og efter den russiske-tyrkiske krig (1768-1774) måtte Osmannerriget afstå kontrollen med Krim-khanatet. Efter intern splittelse blandt halvøens befolkning annekterede Katharina 2. Krim.
Størstedelen af befolkningen i Krim-khanatet var Krim-tatarer, der levede sammen med italienske, armenske, græske befolkningsgrupper tillige med romaer. Størstedelen af befolkningen var muslimer af Hanafi-strømningen, der eksisterede tillige mindre samfund af kristne (ortodokse og katolikker) og jøder. I 1700-tallet var befolkningen i Krim-khanatet omkring 500.000 mennesker.
Indtil begyndelsen af 1700-tallet var krim-nogajerne berygtede for deres gentagne plyndringstogter ind i de slaviske områder i Ukraine og Rusland, hvor de indfangede mennesker, der herefter blev solgt som slaver. Krim-kahnatet opretholdt indtil slutningen af 1700-tallet en omfattende slavehandel med Osmannerriget og Mellemøsten, der var et væsentligt bidrag til khanatets økonomi. Ved den osmanniske opgørelse i 1526 opgjorde skatter fra slavehandlen 24 % af de samlede skatteindtægter fra den osmanniske vasalstat. Antallet af ukrainske og russiske slaver er omtvistet. En osmannisk opdagelsesrejsende, Evliya Çelebi, angav i 1600-tallet, at der var mere end 900.000 ukrainske slaver i Krim og blot 187.000 frie muslimer, men disse tal anses som stærkt overdrevne, allerede fordi befolkningen næppe har været større end 500.000. Ifølge mere troværdige kilder har slaverne næppe udgjort en væsentlig del af befolkningen.
Nogle forskere vurderer, at mere end 2 millioner mennesker gennem tiden blev fanget og gjort til slaver under Krim-khanatets tid. Den polske historiker Bohdan Baranowski antog, at Den polsk-litauiske realunion i det 17. århundrede årligt mistede gennemsnit 20.000 personer årligt og så mange som en million i alle år fra 1500 til 1644. Plyndringerne gik dog begge veje og zaporogkosakker, donkosakker og kalmukker plyndrede også jævnligt ind i Krim-khanatet. Mongolerne Don kosakker og mongolske kalmykker formåede også at plyndre Krim-tatarernes land. Den osmanniske storvesir klagede i 1761 til den russiske konsul over plyndringer på Krim. I 1769 under den russisk-tyrkiske krig (1768-1774) fandt det sidste store krimtatariske plyndringstogt sted, og krimtatarerne tog 20.000 personer til fange.
Ikke desto mindre har nogle historikere, herunder den russiske historiker Valerij Vozgrin og den polske historiker Oleksa Gayvoronsky understreget, at slavehandelens rolle i Krim-khanatets økonomi er stærkt overdrevet af moderne historikere, og den plyndringsafhængige økonomi er intet andet end en historisk myte. Ifølge moderne forskning var landbrug og husdyrhold den væsentligste del af krimtatarernes økonomi, og Krim-khanatet var en af de vigtigste leverandører af hvede til Det Osmanniske Rige. Saltminedrift, vin og havebrug blev også udviklet som indtægtskilder. Diskussionen om slavehandlen har bl.a. været påvirket af russiske historikere, der har omskrevet Krim-khanatets historie for at retfærdiggøre den russiske anneksion Krim i 1783, og herefter især af sovjetiske historikere, der fordrejede Krims historie for at retfærdiggøre deportationen af Krim-tatarerne i 1944.
Hovedparten af befolkningen i Krim-khanatet var Krim-tatarer, men der levede tillige større grupper af karaitter, italienere, armeniere, grækere, tjerkessere og romaer. I begyndelsen af det 16. århundrede under Krim-khanernes styre strejfede en del af Nogajhorden (mangytterne) forbi uden for Krim, men flyttede dertil i perioder med tørke og sult. Størstedelen af befolkningen bekendte sig til islam fra Hanafi-retningen; resten af befolkningen var i 1500–tallet overvejende ortodokse og katolske kristne og jøder. I det 18. århundrede var befolkningen i Krim-khanatet omkring 500 tusinde mennesker.
Krim-khanatets territorium blev opdelt i Kinakanta (guvernørskaber), som bestod af Kadylyk, der dækkede en række bosættelser.

### I Det Russiske Imperium
Den russisk-tyrkiske krig (1768-1774) førte til osmannernes nederlag til russerne, og ved Küçük Kaynarca-traktaten i 1774 opgav osmannerne Krim-khanatet som protektorat, og Krim blev selvstændigt. Efter en periode med politisk uro på Krim annekterede Rusland Krim i 1783 i strid med traktaten. Efter annekteringen blev de rigere tatarer, som havde eksporteret hvede, kød, fisk og vin til andre dele af Sortehavet, fordrevet, og mange flyttede til Det Osmanniske Rige. Yderligere deportationer fulgte i 1812 af frygt for tatarernes loyalitet i lyset af Napoleons fremmarch. Især Krimkrigen (1853-1856) og den senere Russisk-tyrkiske krig (1877-78) medførte yderligere tatarisk udvandring. Af den samlede tatariske befolkning 300.000 i Taurida Guvernementet emigrerede omkring 200.000 krim-tatarer. I dag danner efterkommerne af disse en diaspora i Bulgarien, Rumænien og Tyrkiet.
Der opstod i slutningen af 1800-tallet en nationalistisk bevægelse blandt de krimtatarer, der var forblevet på Krim. I spidsen for bevægelsen stod bl.a. Ismail Gaspirali (1851–1914), der var inspireret af nationalistiske selvstændighedsbevægelser i perioden. Gaspiralis bestræbelser dannede grundlaget for en moderniseret muslimsk kultur og dannelsen af en krimtatarisk nationalitet. Han udgav en tosproget krimtatarisk avis Terciman-Perevodtjik i perioden 1883–1914, der fik indflydelse også blandt tyrkisk talende samfund i det russiske imperium. Ved udbruddet af den russiske revolution i 1917 udråbte den krimtatariske elite den 26. december 1917 den første demokratiske republik i den islamiske verden, Folkerepublikken Krim. Folkerepublikken blev dog kortvarig og allerede i januar 1918 lykkedes det bolsjevikkerne at overtage kontrollen med Krim. Bolsjevikkerne udråbte i marts en tilsvarende kortlivet sovjetrepublik, Taurida SSR, der imidlertid allerede i april 1918 blev invaderet af Den ukrainske folkerepublik og Det Tyske Kejserrige. De fleste af sovjetrepublikkens ledere blev tilfangetaget af krimtatariske modstandsfolk og blev skudt. Der blev herefter oprettet Krims regionale guvernement, der stod under tysk beskyttelse. Efter Tysklands nederlag i 1. verdenskrig i november 1918 trak de tyske tropper sig tilbage. Den 2. april 1919 besatte Den Røde Hær Simferopol og den krimske regering blev opløst. Der blev udråbt en ny sovjetrepublik, Krims SSR, der imidlertid blev erobret af den anti-bolsjevikiske Hvide hær i juni 1919. Den Hvide hær havde kontrollen med Krim indtil november 1920.

### I Sovjetunionen (1917–1991)
Under hungersnøden i Rusland 1921-1922 led indbyggerne på Krim af udbredt hungersnød, hvor mere end 100.000 krimtatarer sultede ihjel. Titusindvis af tatarer flygtede til Tyrkiet eller Rumænien under hungersnøden. Andre tusinder blev deporteret eller dræbt under kommunisternes tvangskollektiviseringer i 1928–29. Den sovjetiske regerings kollektiviseringspolitik førte til en ny omfattende hungersnød i 1931-33. Mellem 1917 og 1933 blev 150.000 tatarer – omkring 50 % af befolkningen på det tidspunkt – enten dræbt eller tvunget væk fra Krim. Under Stalins Store Udrensning blev statsmænd og intellektuelle som Veli Ibraimov og Bekir Çoban-zade fængslet eller henrettet.
Under 2. verdenskrig i maj 1944 beordrede Stalin alle krimtatarer deporteret til Centralasien, primært til Usbekistan. Selvom et stort antal krimtatariske mænd tjente i den Røde Hær og deltog i partisanbevægelsen på Krim under krigen, eksisterede en tatarlegion i aksemagternes hær, og samarbejdet mellem nogle krimtatariske religiøse og politiske ledere med Hitler under den tyske besættelse af Krim gav den sovjetiske ledelse en anledning til at anklage hele den krimtatariske befolkning for at være nazistiske kollaboratører. Deportationer af større befolkningsgrupper var dog et ofte anvendt middel i Sovjetunionen. Alle 240.000 krimtatarer blev deporteret den 17. og 18. maj 1944 og blev herefter bosat i Usbekiske SSR og andre fjerne dele af Sovjetunionen. Det anslås, at op til halvdelen af de deporterede døde i løbet af nogle måneder som følge af kulde, sult, udmattelse og sygdom. Mange af de deporterede blev placeret i arbejdslejre i det sovjetiske Gulag-system.
Fra 1944 levede de deporterede krimtatarer i Centralasien med status som "særlige bosættere", hvilket indebar at de havde begrænsede rettigheder. De måtte ikke forlade de mindre områder, som de var blevet overladt, og de skulle ofte melde sig hos den lokale kommandant. Sovjetisk propaganda rettet til usbekerne fremstillede krimtatarerne som en trussel mod Usbekistan, hvilket gav anledning til hadforbrydelser mod den krimtatariske civilbefolkning begået af usbekiske loyale kommunister. Efter Stalins død og den følgende afstalinisering blev deporteringsprogrammerne i Sovjetunionen opgivet i løbet af 1950'erne, og flere folkeslag, herunder tjetjenere, karatjajere og kalmukker), fik tilladelse til at vende tilbage til deres oprindelige opholdssteder. Den sovjetiske regering var imidlertid tøvende over for at lade krimtataterne vende tilbage til Krim. Det dekret, der rehabiliterede andre deporterede nationer og genoprettede deres nationale republikker, opfordrede i stedet krimtatarerne, der ønskede en national republik, til at søge "national genforening" i den tatariske ASSR i stedet for genoprettelse af Krims ASSR. Krimtataterne havde imidlertid ingen relationer til, eller ønske om, at "vende tilbage" til Tatarstan. I 1967 udstedte den sovjetiske regering et dekret, der formelt frikendte befolkningsgruppen fra tidligere anklager. Dekretet omtalte krimtatarerne som "borgere af tatarisk nationalitet, der tidligere boede på Krim", og således ikke som krimtatarer, ligesom dekretet ikke lettede krimtatarernes muligheder for at bosætte sig på Krim og ej heller gav de forviste kompensation eller erstatning for konfiskeret ejendom.
Opgivelsen af det sovjetiske system om "særlige bosættere" gav mulighed for fremkomsten af en samlet bevægelse til støtte for krimtatarernes ønske om en tilbagevenden til Krim. Der opstod i slut 1970'erne episoder, hvor krimtatatarer har overhældt sig med benzin og selvantændt sig offentlige steder i protest mod sovjetregimet. Efter en langvarig lobbyindsats fra krimtatarernes borgerrettighedsbevægelse nedsatte den sovjetiske regering i 1987 en kommission ledet af Andrej Gromyko for at evaluere ønsket om retten til at vende tilbage. Gromykos kommission afviste imidlertid at give krimtatarerne mulighed for at vende hjem, bortset fra nogle få enkeltindivider. Konklusionen om, at der er "intet grundlag for at forny autonomi og give krimtatarerne ret til at vende tilbage" udløste omfattende protester. Mindre end to år efter Gromykos kommission havde afvist krimtatarernes anmodning om autonomi og tilbagevenden, opstod i Centralasien pogromer mod de deporterede meskhetianske tyrkere, hvorunder også Krim-tatarer blev angrebet. Angrebene på civilbefolkningen resulterede i en ændret holdning til at tillade krimtatarer at flytte tilbage til Krim. Der blev herefter nedsat en ny kommission i 1989, ledet af Gennadij Janajev, der skulle genoverveje spørgsmålet. Kommissionen besluttede, at deportationen var ulovlig, og krimtatarerne fik tilladelse til at vende tilbage, ligesom tidligere love, der lagde hindringer i vejen for en tilbagevenden, skulle ophæves.
Forinden det under perestrojka-æraen i 1989 blev muligt for krimtatarerne at vende tilbage, udgjorde krimtatarerne kun 1,5 % af Krims befolkning.

### Efter USSR's opløsning
Efter Sovjetunionens opløsning og nedlæggelsen af Ukrainske SSR og dannelsen af den nuværende Ukrainske stat vendte mere end 250.000 krimtatarer tilbage til Krim. De mange hjemvendte krimtatarer skabte imidlertid nye problemer af juridisk karakter. Der var uklarhed om ejendomsretten til de ejendomme og det land, der var blevet konfiskeret af de sovjetiske myndigheder årtier forinden. Det juridiske vakuum medførte, at flere krimtatarer bosatte sig i ejendomme uden at have de nødvendige tilladelser og papirer.
Da Rusland annekterede Krim i marts 2014 medførte dette en række ændringer for de krimtatarer, der var bosat på Krim. Den nye prorussiske stat Republikken Krim meddelte, at krimtatarer uden lovlig adkomst til de ejendomme de beboede (typiske i de kystnære områder), skulle forlade ejendomme og lade sig bosætte andre steder på øen. Samtidig blev krimtatarisk anerkendt som et officielt sprog i Republikken Krim på linje med russisk og ukrainsk.
Efter Krims løsrivelse og optagelse af Republikken Krim i Den Russiske Føderation udtrykte den krimtatariske folkekongres (Det krimtatariske folks kurultaj; en organisation på Krim anerkendt som officiel organisation af Ukraine) på en hasteindkaldt konference bekymring for en genoptagen af forfølgelserne under det nye pro-russiske styre. Kongressen besluttede at søge "etnisk og territoriel autonomi". På kongressen deltog den pro-russiske præsident for den autonome republik Tatarstan, Rustam Minnikhanov, hvor han udtalte, at "i de 23 år af Ukraines uafhængighed har de ukrainske ledere brugt krimtatarerne som bønder i deres politiske spil uden at gøre dem nogen håndgribelige tjenester".
Spørgsmålet om forfølgelse af krimtatarerne fra russisk side er siden jævnligt blevet rejst på internationalt plan, og der er af FN og organisationen Human Rights Watch udgivet rapporter, der dokumenterer en intensiveret forfølgelse af krimtatarerne baseret på etnicitet.